# Dean Haspiel
Dean Edmund Haspiel (né le 31 mai 1967) est un dessinateur et scénariste américain de bande dessinée. Il est connu pour ses diverses collaborations avec l’écrivain Harvey Pekar sur sa série American Splendor ainsi que sur son roman graphique Le Dégonflé (The Quitter). Il a été nommé à de nombreuses reprises aux Eisner Awards (prix Eisner de l’industrie de la bande dessinée), et a remporté un Emmy Award en 2010 pour son travail de design sur le générique de la série télévisée Bored to death.

## Biographie

### Jeunesse et études
Haspiel grandit à Manhattan, dans l’Upper West Side, et étudie à la prestigieuse High School of Music and Art (rebaptisée en 1984 Fiorello H. LaGuardia High School) d’où il sort diplômé en 1985.
Au milieu des années 1980, Haspiel travaille en tant qu’assistant auprès de Howard Chaykin sur American Flagg! ; de Bill Sienkiewicz sur Les Nouveaux Mutants et Elektra : Assassin ; et auprès de Walter Simonson sur Thor. Plus tard, Haspiel suit des cours à la State University of New York at Purchase et commence par étudier l’art de l’illustration pour finalement s’orienter vers des études de cinéma.

### Carrière
En 1987, alors qu’il est toujours étudiant, Haspiel débute sa véritable carrière dans le monde de la bande dessinée professionnelle en co-créant The Verdict avec Martin Powell. Il poursuit en créant la série de bandes dessinées Keyhole avec Josh Neufeld (lui aussi diplômé de LaGuardia High School), consistant en une anthologie des travaux de ces deux artistes.
Le « dernier anti-héros romantique » de Haspiel, Billy Dogma, apparaît pour la première fois dans Keyhole et revient dans bon nombre de bandes dessinées et de romans graphiques après ça, publiés par Top Shelf Productions et Alternative Comics. Ses travaux plus récents mettant en scène Billy Dogma comprennent Brawl, une mini-série décrite comme « un crossover, entre romance et surnaturel » et créée avec Michel Fiffe pour Image Comics ; et « Sex Planet », un interlude de Billy Dogma dans le volume 2 de Popgun (également publié par Image Comics).
Haspiel a longtemps collaboré avec Harvey Pekar sur American Splendor. Leur association atteint son apogée avec la parution en 2005 du roman graphique autobiographique Le Dégonflé (The Quitter, chez Vertigo).
En 2006, Haspiel devient le fer de lance de la fondation ACT-I-VATE, un collectif de webcomics en accès libre, regroupant entre autres les œuvres de leurs fondateurs : Haspiel, Dan Goldman, Nick Bertozzi, Michel Fiffe, Leland Purvis, Nikki Cook, Tim Hamilton, et Josh Neufeld. (En 2009, IDW Publishing a publié The ACT-I-VATE Primer, dans lequel on trouve une histoire inédite de Haspiel ainsi que le travail d’autres membres du collectif.)
À l’automne 2008, Vertigo publie le roman graphique Alcoolique écrit par Jonathan Ames et illustré par Haspiel (traduction française, éditions Monsieur Toussaint Louverture). Toujours en 2008, la maison d’édition Toon Books (fondée par Françoise Mouly) sort Mo and Jo: Fighting Together Forever, écrit par Jay Lynch et illustré par Haspiel. La même année, Haspiel sort sous forme de feuilleton le webcomic Street Code pour Zuda Comics, après avoir lui-même édité l’anthologie de webcomics Next-Door Neighbor pour SMITH Magazine,.
En 2010, IDW/Graphic NYC Presents publie la monographie Dean Haspiel: The Early Years par l’écrivain Christopher Irving. La même année, Haspiel illustre le roman graphique d’Inverna Lockpez Cuba, My Revolution, paru chez Vertigo. La sortie de ce livre a largement été couverte par les médias, et notamment dans l’émission de radio Tell Me More, dans le New York Post et le Graphic Novel Reporter. En 2010 également, Haspiel remporte l’Emmy Award du meilleur design de générique pour son travail sur la série Bored to Death (HBO) créée par Jonathan Ames.
En 2011, Haspiel contribue à la création de Trip City, « un salon multimédia des arts littéraires de Brooklyn, proposant régulièrement du contenu gratuit et inédit créé par un groupement d’auteurs du 21e siècle ». Depuis la création de Trip City, le site héberge de nouvelles bandes dessinées par Haspiel ainsi que d’autres de ses travaux.

## Publications

### Comics

#### En tant qu'auteur
- The Verdict, 4-issue miniseries co-created with writer Martin Powell (Eternity Comics, 1987)
- Keyhole, shared with Josh Neufeld (1996–1998)
  - #1–4 (Millennium Publications, 1996–1997)
  - #5–6 (Top Shelf Productions, 1998)
- Billy Dogma #1–3 (Millennium Publications, 1997)
- SLC Punk! written by James Merendino (Straight Edge Productions/Lulu Publishing, 1999)
- Daydream Lullabies (Top Shelf Productions, 1999)
- Opposable Thumbs (Alternative Comics, 2001)
- Boy In My Pocket (Top Shelf Productions, 2003)
- The Thing: Night Falls on Yancy Street, 4-issue miniseries with writer Evan Dorkin (Marvel Comics, 2003)
- Aim To Dazzle (Alternative Comics, 2004)
- The Quitter with writer Harvey Pekar (Vertigo, 2005)
- Immortal webcomic (Act-i-vate, 2006)
- Brawl, 3-issue miniseries shared with Michel Fiffe (Image Comics, 2007)
- Fear, My Dear webcomic (Act-i-vate, 2007)
- The Alcoholic with writer Jonathan Ames (Vertigo, 2008)
- Mo and Jo: Fighting Together Forever with writer Jay Lynch (Toon Books, 2008)
- Street Code webcomic (Zuda Comics, 2008)
- Next-Door Neighbor anthology, editor (Smith Magazine, 2008)
- Cuba: My Revolution with writer Inverna Lockpez (Vertigo, 2010)
- The Last Mortician webcomic with writer Tim Hall (Tor.com, 2011)

#### En anthologie ou en comics
- Detective Comics #589, 14-page story titled "Bonus Book #5: For the Love of Ivy" with writers Lewis Klahr & Steve Piersall (DC Comics, 1988)
- Justice League International #24, 14-page story titled "Bonus Book #13: Maxwell Lord" with writer David Levin (DC Comics, 1989)
- Caliber Presents #s 16–21, story titled "The Verdict: The Acolyte" with writer Martin Powell (Caliber Comics, 1990)
- Negative Burn #27, 1-page story titled "Lionel's Lament" (Caliber Comics, 1995)
- Negative Burn #28, 1-page story titled "Lionel's Lament" with cartoonist Josh Neufeld (Caliber Comics, 1995)
- Negative Burn #32, 1-page story titled "You're Lying To Me" (Caliber Comics, 1996)
- Negative Burn #33, 2-page story titled "American Dilemma" starring Harvey Pekar (Caliber Comics, 1995)
- SPX '97 anthology, "Lucky Love Limbo" with Jessica Abel (CBLDF, 1997)
- Minimum Wage #10 anthology, 6-page story titled "Open" (Fantagraphics, 1999)
- SPX '99 anthology, 2-page story titled "Buster Browns" (CBLDF, 1999)
- Day of Judgment: Secret Files, "Dr. Fate" pin-up (DC Comics, 1999)
- American Splendor: Terminal anthology, 1-page story titled "Violation" with writer Harvey Pekar (Dark Horse Comics, 1999)
- American Splendor: Bedtime Stories anthology, 1-page story titled "The Good Times Are Gone" with writer Harvey Pekar (Dark Horse Comics, 2000)
- American Splendor: Portrait of the Author In His Declining Years anthology, 5-page story titled "Payback" with writer Harvey Pekar (Dark Horse Comics, 2001)
- Expo 2001 anthology, 4-page story titled "The Big To Do" (CBLDF, 2001)
- Bizarro Comics anthology, 7-page story titled "Captain Marvel and the Sham Shazam" with writer Sam Henderson (DC Comics, 2001)
- 9–11: Emergency Relief anthology, 6-page story titled "91101" (Alternative Comics, 2002)
- Captain America: Red, White & Blue with writer Karl Bollers (Marvel Comics, 2002)
- Muties #3 with writer Karl Bollers (Marvel Comics, 2002)
- writer for Johnny Bravo in Cartoon Cartoons #12 (DC Comics, 2002)
- JLA-Z, Despero pin-up (DC Comics, 2003)
- X-Men Unlimited #40 anthology 12-page story titled "Slam" with writer Nick Bertozzi (Marvel Comics, 2003)
- Spider-Man's Tangled Web #20 with writer Zeb Wells (Marvel Comics, 2003)
- Alternative Comics #1, anthology, 4-page story titled "Aim to Dazzle" (Alternative Comics, 2003)
- The Amazing Adventures of the Escapist #3 with writer Kevin McCarthy (Dark Horse Comics, 2003)
- Batman Adventures #9 (reprinted in Batman Adventures: Shadows & Masks) with writers Gabe Soria and Vito Delsante (DC Comics, 2004)
- Justice League Adventures #32 with writer Keith Giffen (DC Comics, 2004)
- Alternative Comics #2, anthology, 1-page story titled "Identity Crisis" with writer Harvey Pekar (Alternative Comics, 2004)
- The Amazing Adventures of the Escapist #8 titled "Escape From the Hospital" with writer Harvey Pekar (Dark Horse Comics, 2005)
- Project: Superior anthology, co-edited with Scott Morse and Chris Pitzer (AdHouse Books, 2005)
- Alternative Comics #3, anthology, 1-page story titled "Funny You Should Ask!" (Alternative Comics, 2005)
- Bizarro World anthology, 5-page story titled "Bizarro Shmizarro" with writer Harvey Pekar (DC Comics, 2005)
- SPIN, 2-page story titled "Rock, Roll 'n' Randle" written by Harvey Pekar (2005)
- Playboy, 2-page story titled "The Real Harvey" written by Harvey Pekar (2005)
- SPIN, 1-page story titled "The Black Eyed Peas Storm Sting's Castle" written by will.i.am and Kyle Anderson (2005)
- writer of Cartoon Network Block Party! #16 (DC Comics, 2006)
- Beowulf #7 (Fallout, Pt. 1) with writer Vito Delsante (Speakeasy Comics, 2006)
- American Splendor #1 anthology, 20-page story titled "The Day's Highlights" with writer Harvey Pekar (Vertigo, 2006)
- American Splendor #2 anthology, 7-page story titled "Today I am a Man" with writer Harvey Pekar (Vertigo, 2006)
- American Splendor #3 anthology, 4-page story titled "The Battle of the Vacant Lot" with writer Harvey Pekar (Vertigo, 2006)
- American Splendor #4 anthology, 8-page story titled "New York City Signing" with writer Harvey Pekar (Vertigo, 2007)
- Goosebumps Graphix #3: Scary Summer, story titled "The Revenge of the Lawn Gnomes" adapted from writer R. L. Stine (GRAPHIX, 2007)
- Vampirella #8 with writer Brian Wood (Harris Comics, 2008)
- Popgun vol 2. anthology, story titled "Sex Planet" (Image Comics, 2008)
- American Splendor: Season Two anthology #1, 1-page story titled "Hollywood Bob's Observation" with writer Harvey Pekar (Vertigo, 2008)
- American Splendor: Season Two anthology #2, 2-page story titled "Brought Up Short" with writer Harvey Pekar (Vertigo, 2008)
- American Splendor: Season Two anthology #3, 9-page story titled "Bop Philosophy" with writer Harvey Pekar (Vertigo, 2008)
- American Splendor: Season Two anthology #4, 5-page story titled "Cleopatra" with writer Harvey Pekar (Vertigo, 2008)
- ACT-I-VATE Primer anthology, story titled "Bring Me the Heart of Billy Dogma" (IDW Publishing, 2009)
- Cyclops #1, 36-page story titled "The Bicycle Thief or: How Cyclops Got His Groove Back" with writer Lee Black (Marvel Comics, 2011)
- X-Men: First Class — Class Portraits anthology, story (Marvel Comics, 2011)
- Strange Tales II #2 anthology, story featuring Woodgod (Marvel Comics, 2011)
- The Amazing Spider-Man #692, 8-page story titled "Spider-Man For A Night" (Marvel Comics, 2012)

### Illustrations
Dean Haspiel a contribué aux illustrations des projets suivants:
- Video King, Mummy Monster Sign and The Scuzzbournes and various others for Nickelodeon Magazine
- Thor's Day for Shuttle Sheet magazine
- Pot Monkeys for High Times magazine
- various illustrations and covers for New York Press
- various illustrations and covers for The Austin Statesman American's XLent
- various illustrations and covers for Washington City Paper
- CD single cover for Cowboy Johnny Christ
- CD album cover for Yummy
- pin-up for David Yurkovich's Less Than Heroes graphic novel
- CD cover and 8pp comix foldout for comedian Mitch Fatel's Super Retardo

### Films
- Assistant director for Rockville Pictures' Burnzy's Last Call
- Actor in McCann & Co. Films' Desolation Angels
- Comics for Good Machines' Happiness
- Production assistant for Good Machines' The Ice Storm
- Actor in Next In Line Productions' Moby Presents: Alien Sex Party
- Illustration for Good Machines' American Splendor
- Comics for Red Mountain Films' Jail Bait
- Illustrations for the HBO series Bored to Death

## Récompenses
- Emmy Award outstanding main title design for Bored to Death (2010)
- Eisner Award nomination for Best Webcomic (2008)
- Ignatz Award nomination for Outstanding Artist (2003)
- Eisner Award nomination for Talent Deserving of Wider Recognition (2002)
- Ignatz Award nomination for Outstanding Comic (Keyhole) (1997)